# Gérard Mertens
Conrard Gerardus Antonius (Gérard) Mertens (Hout-Blerick, 15 maart 1918 – Venlo, 12 november 2018) was een Nederlands politicus. Hij maakte van 1952 tot en met 1978 deel uit van de Eerste Kamer der Staten-Generaal en had verschillende invloedrijke bestuurlijke functies. Mertens was lid van achtereenvolgens de Katholieke Volkspartij (KVP) en het Christen-Democratisch Appèl (CDA).

## Loopbaan
Gérard (ook wel Sjra) Mertens was een zoon van een landbouwer. Hij volgde de Lagere Landbouwschool in Helden en werd landbouwer en fruitteler. Op jonge leeftijd raakte hij reeds bestuurlijk actief. Vanaf zijn twintigste was hij voorman van de Rooms Katholieke Jonge Boerenstand in Limburg. In de latere oorlogsjaren was hij actief in het verzet. In 1945 werd hij lid van de gemeenteraad van Venlo en in 1948 lid van de Provinciale Staten in Limburg. In datzelfde jaar werd hij voorzitter van de Limburgse Land- en Tuinbouwbond (LLTB), een belangrijke functie in de provincie die een springplank vormde naar een landelijke bestuurlijke en politieke loopbaan. In 1974 legde hij deze functie neer en werd hij erevoorzitter van de LLTB.
In 1952 werd Mertens namens de KVP gekozen in de Eerste Kamer. Met een korte onderbreking in 1969 bleef hij tot 1979 lid van de senaat, waar hij namens zijn fractie het woord voerde over landbouwzaken. Van 1954 tot 1975 was hij tevens voorzitter van de Katholieke Nederlandse Boeren- en Tuinders Bond (KNBTB). Van 1957 tot 1983 was Mertens voorzitter van de Raad van Beheer van de Boerenleenbank en de Rabobank. De opeenstapeling van bestuurlijke en politieke functies zorgde ervoor dat Mertens een invloedrijke positie had, met name binnen de landbouw en het katholicisme.
In 2007 verscheen het boek Achteraf bekeken, waarin hij terugblikte op zijn loopbaan. Mertens overleed in 2018 op 100-jarige leeftijd.